# Oljokminsk
Oljokminsk (ruski: Олёкминск), je grad na istoku Sibira u Jakutskoj republici, administrativni centar istoimenog rajona od 9 500 stanovnika.

## Zemljopisne i klimatske karakteristike
Oljokminsk leži na lijevoj obali Lene, pored ušća rijeke Oljokme, udaljen 651 km jugozapadno od Jakutska.

## povijest
Oljokminsk je osnovan 1636., kao utvrda jenisejskih Kozaka, koje je vodio Pjotr Beketov, na ušću rijeke Oljokme. Nešto kasnije naselje je premješteno 12 km dalje na obale rijeke Lene.  Vremenom je naselje postalo baza za sve one koji su išli prema Amuru i dalje na sjever Jakutije. Status grada u Jakutskoj oblasti naselje je dobilo 1783., a od 1882. grad je postao i administrativni centar tog okruga.

## Privreda
Stanovnici Oljokminska bave se poljoprivredom i preradom drva.

Grad ima i malu zračnu luku.

## Vanjske poveznice
- Олёкминск na portalu Академик (rus.)